# Bank of China (Hong Kong)
Bank of China (Hong Kong) Limited (em chinês: 中銀香港有限公司), abreviado como BOCHK, é um dos três bancos autorizados a emitir moeda em Hong Kong e uma das maiores instituições financeiras da cidade. A sede está localizada na Bank of China Tower, no distrito de Central.
A atual entidade foi oficialmente estabelecida em 1 de outubro de 2001, por meio da consolidação de 12 instituições bancárias pertencentes ao grupo Bank of China em Hong Kong, incluindo a histórica Sucursal de Hong Kong do Banco da China, fundada em 1917.
Além de oferecer serviços bancários comerciais, corporativos, de investimento e gestão de patrimônio, o BOCHK também atua como o agente oficial de liquidação e compensação em renminbi (RMB) em Hong Kong. Desde 2002, está listada na Bolsa de Valores de Hong Kong sob o código 2388.

## História
O Banco da China iniciou as operações em Hong Kong com a abertura de sua sucursal local em 24 de setembro de 1917, marcando a presença oficial de uma instituição bancária chinesa na então colónia britânica.
Em 1964, a Sucursal foi autorizada pelo Governo da China Popular a atuar como banco oficial de câmbio e de liquidação de renminbi em Hong Kong, consolidando seu papel nas transações financeiras transfronteiriças.
A reestruturação do grupo começou em 1999, com a fusão das operações de diversas instituições locais — incluindo Nanyang Commercial Bank e Chiyu Bank — sob uma holding comum para criar uma operação bancária consolidada em Hong Kong.
Em 12 de setembro de 2001, foi constituída a holding BOC Hong Kong (Holdings) Limited, seguida da incorporação formal de Bank of China (Hong Kong) Limited em 1 de outubro de 2001, substituindo o modelo anterior com uma estrutura corporativa moderna.
A holding foi listada na Bolsa de Valores de Hong Kong em 25 de julho de 2002, sob o código 2388, por meio de uma IPO que foi uma das maiores da Ásia naquele ano.

## Eventos marcantes

### Crise de governança e supervisão interna
Em meados de 2003, foram reveladas irregularidades graves na gestão do BOCHK, envolvendo o então CEO Liu Jinbao. Ele foi repatriado para Xangai em maio de 2003 e posteriormente demitido por envolvimento em crimes econômicos relacionados a sua gestão prévia na sucursal de Xangai do Bank of China. Uma investigação concluiu que Liu e outros executivos teriam feito uso indevido de fundos da instituição, estimados em cerca de HK$30 milhões Asian Banking & Finance. Em consequência, a diretoria foi remodelada e o banco instituiu controles internos mais rigorosos.

### Empréstimo de risco elevado ao empresário Chau Ching-ngai
Um empréstimo ponte no valor de HK$1,77 bilhões foi concedido a Chau Ching-ngai, mesmo contrário ao parecer do departamento de gestão de risco. Após investigação, houve a substituição de membros executivos do BOCHK, reforçando a governança de risco.

### Aquisição da BOCI Private Bank e alienação da Po Sang Securities
Em 24 de janeiro de 2025, foi anunciada a disposição de adquirir o controle da BOCI Private Bank, atualmente de propriedade de uma subsidiária da Bank of China, ao mesmo tempo em que negociou a venda da Po Sang Securities, ambas consubstanciando transações privadas de relevância estratégica envolvendo US$1,91 bilhões (≈ HK$2,10 bilhões).